# パドレイグ・ハリントン
パドレイグ・ハリントン（Pádraig Harrington, 1971年8月31日 - ）は、アイルランド・ダブリン出身のプロゴルファー。2007年のオープン優勝者になり、2008年にオープンと全米プロゴルフ選手権でメジャー大会2連勝を達成した。2022・25年全米シニアオープン選手権優勝。これまでに欧州PGAツアーで通算15勝、PGAツアーで6勝を挙げ、2006年11月に日本の「ダンロップフェニックストーナメント」で国際試合初優勝がある。世界ランキング自己最高位は3位。

## プロフィール
4歳から父親の手ほどきでゴルフを始め、1995年にプロ入り。1996年5月に「プジョー・スペイン・オープン」でツアー初優勝。同年からワールドカップでアイルランド代表選手になり、ポール・マギンリーとコンビを組んで連続出場を続け、1997年にこの大会でアイルランドを優勝に導いた。1999年からアメリカ代表チームとヨーロッパ選抜チームによる団体戦「ライダーカップ」のヨーロッパ代表選手に選ばれ、以後2002年（米国同時多発テロの影響による1年開催延期）、2004年、2006年と4回連続で出場を果たす。1999年以来、ハリントンはヨーロッパ・ゴルフツアーの賞金ランキングでコンスタントに10位以内に入り、2000年・2003年・2004年に年間2勝ずつを記録してきた。2005年3月にアメリカPGAツアーの「ホンダ・クラシック」でアメリカツアー初優勝を果たし、3ヶ月後の「バークレイズ・クラシック」でも優勝して、アメリカで年間2勝を挙げる。2006年10月、ハリントンはスコットランドのセント・アンドルーズにある「R&Aゴルフクラブ」で行われた高額賞金大会の「アルフレッド・ダンヒル・リンクス選手権」で優勝し、ようやく欧州ツアーで初の賞金王に輝いた。
欧州賞金王を決めた後、ハリントンは「ダンロップフェニックストーナメント」で来日した。最終ラウンドを終えてタイガー・ウッズと 9 アンダーパー（271ストローク）で並び、プレーオフ2ホール目でハリントンが勝ち、ウッズの大会3連覇を阻止した。（それまでウッズは、プロ入り後のプレーオフは1998年3月の「ニッサン・オープン」の1度しか負けたことがなかった。）
2007年の全英オープン（カーヌスティ・ゴルフリンクス、パー71）では、4日間通算 7 アンダーパー（277ストローク）で並んだセルヒオ・ガルシアを4ホールのプレーオフの末破り、この大会でメジャー大会初優勝を果たした。翌2008年の全英オープン（ロイヤルバークデール・ゴルフクラブ、パー70）でも、4日間通算 3 オーバーパー（+3, 74＋68＋72＋69＝283ストローク）で2位のイアン・ポールターに4打差をつけて優勝し、全英2連覇を達成した。続く全米プロゴルフ選手権で（アメリカ・ミシガン州オークランドヒルズ・カントリークラブ開催、パー70）ハリントンは4日間通算 3 アンダーパー（-3, 71＋74＋66＋66＝277ストローク）で回り、2位のガルシアとベン・カーティスに2打差をつけて初優勝した。ヨーロッパのゴルファーとしては、全英オープン2連覇は102年ぶり、全米プロゴルフ選手権優勝は1930年のトミー・アーマー以来78年ぶりの偉業となった。全米プロゴルフ選手権優勝後、ハリントンは世界ランキングを自己最高の3位に上げた。
ハリントンの他のメジャー大会での主な成績は、マスターズで2002年・2008年の5位、全米オープンで2012年の4位などがある。

## ツアー優勝歴

### 欧州ツアー
- 1996年：プジョー・スペインオープン
- 2000年：ブラジル・サンパウロ500イヤーズ・オープン、BBVAオープン
- 2001年：ボルボ・マスターズ
- 2002年：ダンヒル・リンクス選手権、BMWアジアン・オープン
- 2003年：ドイツ銀行プレーヤーズ選手権
- 2004年：ジャーマン・マスターズ
- 2006年：アルフレッド・ダンヒル・リンクス選手権
- 2007年：アイリッシュ・オープン、ジ・オープン
- 2008年：ジ・オープン、全米プロ
- 2016年：ポルトガル・マスターズ

### PGAツアー
- 2005年：ホンダ・クラシック、バークレイズ・クラシック
- 2007年：ジ・オープン
- 2008年：ジ・オープン、全米プロ
- 2015年：ザ・ホンダクラシック

### その他
- 1997年：ワールドカップ
- 2003年：香港オープン
- 2006年：ダンロップフェニックストーナメント
- 2007年：ハッサン2世トロフィー
- 2012年：PGAグランドスラム・オブ・ゴルフ